# 曼迪中学
曼迪中学是位于美国德克萨斯州诺克斯县东南部曼迪市的一所公办中学。美国大学校际联盟（英語：University Interscholastic League）将其评级为“1A”，学区上属于曼迪联合独立学区。
2003年，邻近的Goree High School的高中部并入曼迪中学，Goree High School仅保留初中部。
2009年，Goree High School关闭，所属学生全部转入曼迪中学。
2015年，曼迪中学被德州教育部评级为“Met Standard”。

## 体育
曼迪中学所属的体育队伍曾参加以下项目的比赛：越野、排球、足球、篮球、高尔夫球、网球和田径。：

### 美国大学校际联盟评级
- 女子越野 - [5]
  - 1988年(1A)、1989(1A)
- 足球 - [6]
  - 1984年(1A)、2007年(1A/D1)、2012 年(1A/D2)
- 男子田径 - [7]
  - 1985年(1A)、1988年(1A)、1990年(1A)、1991年(1A)、2011年(1A)、2012年(1A)、2013年(1A)
- 女子田径 - [8]
  - 1988年(1A)、1989年(1A)、1990年(1A)、1991年(1A)、1999年(1A)

### Munday Dunbar评级
- 男子田径 - [9]
  - 1964年(PVIL-B)

## 文艺水平
- 出演独幕剧： [10]
  - 1993年州冠军作品：《Daddy's Dyin: Who's Got the Will?》（中文译名：《爸爸去世了：谁得到了遗嘱？》

在长期担任导演的凯伦·朗根（Karen Longan）的带领下，曼迪中学先后9次进入州独幕剧州赛比赛，1993年获得州冠军，1997年获得州季军，2008年获得州亚军。

## 乐队
- 美国大学校际联盟（UIL）对该校乐队的评级：[11]
  - 1995年(1A)

曼迪中学紫云乐队（英文原名：Munday High School Purple Cloud Band）曾在1994年和2000年两次获得德克萨斯州＂1A＂级评级。

## 学术评级
- UIL Journalism Champions [12]
  - 1964(1A)
- UIL Team Debate Champions [13]
  - 1965(1A), 1966(1A), 1969(1A)

## 知名校友
- Glen Amerson（1938年11月24日—），美国國家美式橄欖球聯盟球队费城老鹰队防守后卫。[14]
- L.J. Collier（1995年9月12日—），美国國家美式橄欖球聯盟球队西雅图海鹰队防守边锋。

## 外部連結
- Munday Consolidated ISD （页面存档备份，存于）